# Seidelsberg
Der Seidelsberg, früher Roschersberg, (433,4 m) ist eine bewaldete Phonolithkuppe im Großschönauer Becken- und Kuppenland in der Östlichen Oberlausitz.  Er liegt auf der Gemarkung Bertsdorf in der Gemeinde Bertsdorf-Hörnitz.

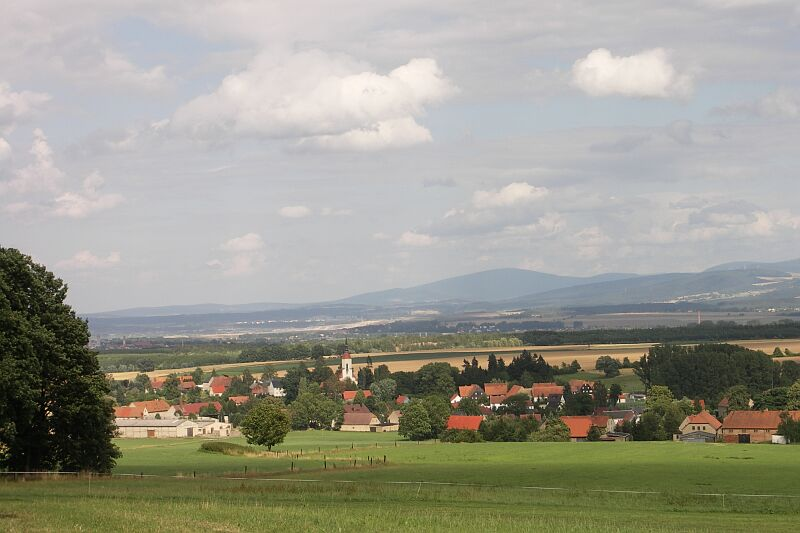
Blick vom Seidelsberg auf Bertsdorf

## Lage
Der Seidelsberg erhebt sich westlich von Bertsdorf über dem Tal der Bertse. Westlich schließt sich die Hochfläche der Katzenhöhe an, über die am südlichen Fuß des Seidelsberges die Staatsstraße 138 von Bertsdorf nach Großschönau verläuft. Im Nordosten erhebt sich der Breiteberg (510 m ü. NN), südwestlich der Steinberg (442 m ü. NN).
Umgeben wird der Seidelsberg im Norden von Charlottenruh, im Nordosten von Hörnitz, im Osten von Bertsdorf, im Süden von Viebig, im Südwesten von Jägerwäldchen und Saalendorf, im Westen von Neuschönau  und im Nordwesten von Großschönau.

## Beschreibung
Der Seidelsberg gehört zusammen mit dem Breiteberg und dem Steinberg zu einer Gruppe von drei Phonolithkuppen. Im oberen Bereich der bewaldeten Kuppe befinden sich  Felsbildungen und eine Blockbestreuung. Auf der Nord-Nordostseite der Kuppe befindet sich ein Fichten-Nadelwald. Die Süd-Südwestseite ist mit einem Laubwald bestanden, der früher ein Bauernwald war. Der Laubwald mit einer Strauchschicht aus Hasel, Weißdorn und Eberesche ist ein FFH-Lebensraumtyp des Labkraut-Eichen-Hainbuchenwaldes. Auf dem Seidelberg konnten u. a. das Große Mausohr und die Fransenfledermaus nachgewiesen werden.
Der Gipfel des Seidelsberges besteht aus Felsklippen und bietet wegen des hohen Waldes keinen Ausblick. Von den Hängen unterhalb des Gipfels bietet sich nach Osten und Südosten ein freier Blick über das Zittauer Becken zum Iser- und Jeschkengebirge. Am Westhang führt der Oberlausitzer Ringweg vom Breiteberg in die Butte. 
Der Seidelsberg ist ein Teilgebiet des 21,9 ha umfassenden FFH-Gebietes „Basalt- und Phonolithkuppen der östlichen Oberlausitz“. 

## Name
Auf dem Meilenblatt ist die Kuppe noch als Roschers Berg bezeichnet. Im 19. Jahrhundert erhielt die Kuppe dann den Namen Seidelsberg. Der  Name leitet sich von den Besitzern des den Berg überziehenden Bauerngutes ab.